# Kisrécse
Kisrécse ist eine ungarische Gemeinde im Kreis Nagykanizsa im Komitat Zala. Zur Gemeinde gehört der östlich gelegene Ortsteil Sándormajor.

## Geografische Lage
Kisrécse liegt ungefähr 42 Kilometer südöstlich des Komitatssitzes Zalaegerszeg und 7 Kilometer nordöstlich der Kreisstadt Nagykanizsa an dem Fluss Bakónaki-patak. Nachbargemeinden sind Nagyrécse, Zalasárszeg und Csapi.

## Geschichte
Um 1700 gab es ungefähr 100 Katastraljoche Ackerland, 30 Mähwiesen und einen großen Eichenwald. Im Jahr 1750 lebten in Kisrécse nur fünf Familien. Außerhalb des Ortes gab es eine Kirche mit einem Friedhof. 1770 betrug die Einwohnerzahl 54, von denen 26 steuerpflichtig waren. Im Jahr 1913 gab es in der damaligen Kleingemeinde 61 Häuser und 343 Einwohner auf einer Fläche von 592 Katastraljochen. Sie gehörte zu dieser Zeit zum Bezirk Nagykanizsa im Komitat Zala. Ungefähr zwei Drittel der Einwohner konnten zur damaligen Zeit lesen und schreiben. 1925 gab es im Ort einen Schuhmacher, einen Schreiner und eine dampfgetriebene Mautmühle mit einem Müller und drei Angestellten. Nach dem Zweiten Weltkrieg gab es eine Grundschule mit einem Raum und einem Lehrer. In den Jahren 1959 und 1960 wurde zusammen mit dem benachbarten Ort Nagyrécse ein landwirtschaftlicher Großbetrieb als Genossenschaft gegründet. In den 1960er Jahren kam es zu einer Abwanderung aus der Siedlung, als viele Menschen ins nahe gelegene Nagyrécsé oder nach Nagykanizsa zogen.

## Sehenswürdigkeiten
- Kruzifix (Horváth-Kistót-kereszt), erschaffen 1872 von Ferenc Hild

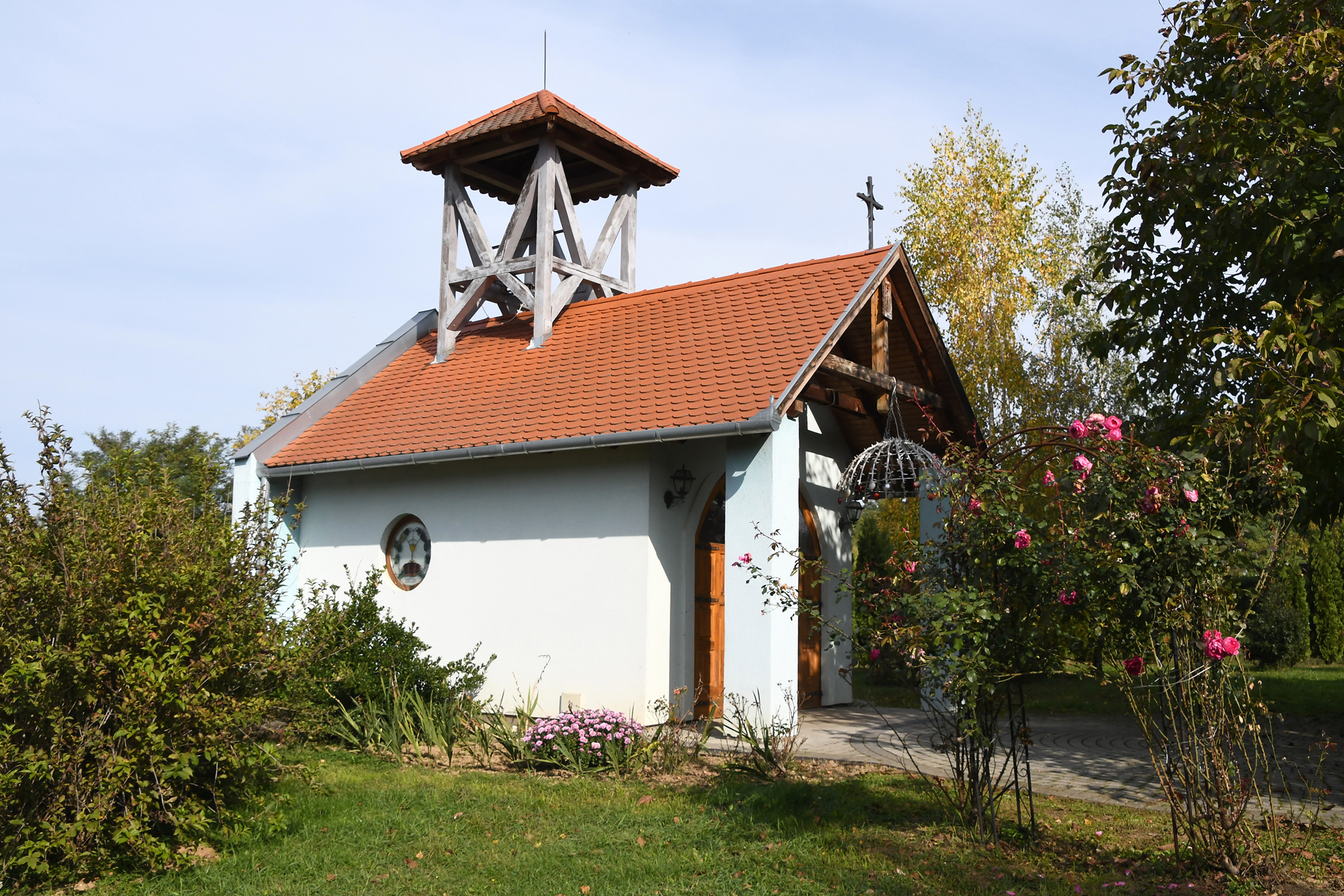
Römisch-katholische Kapelle Szűz Mária Világ királynője
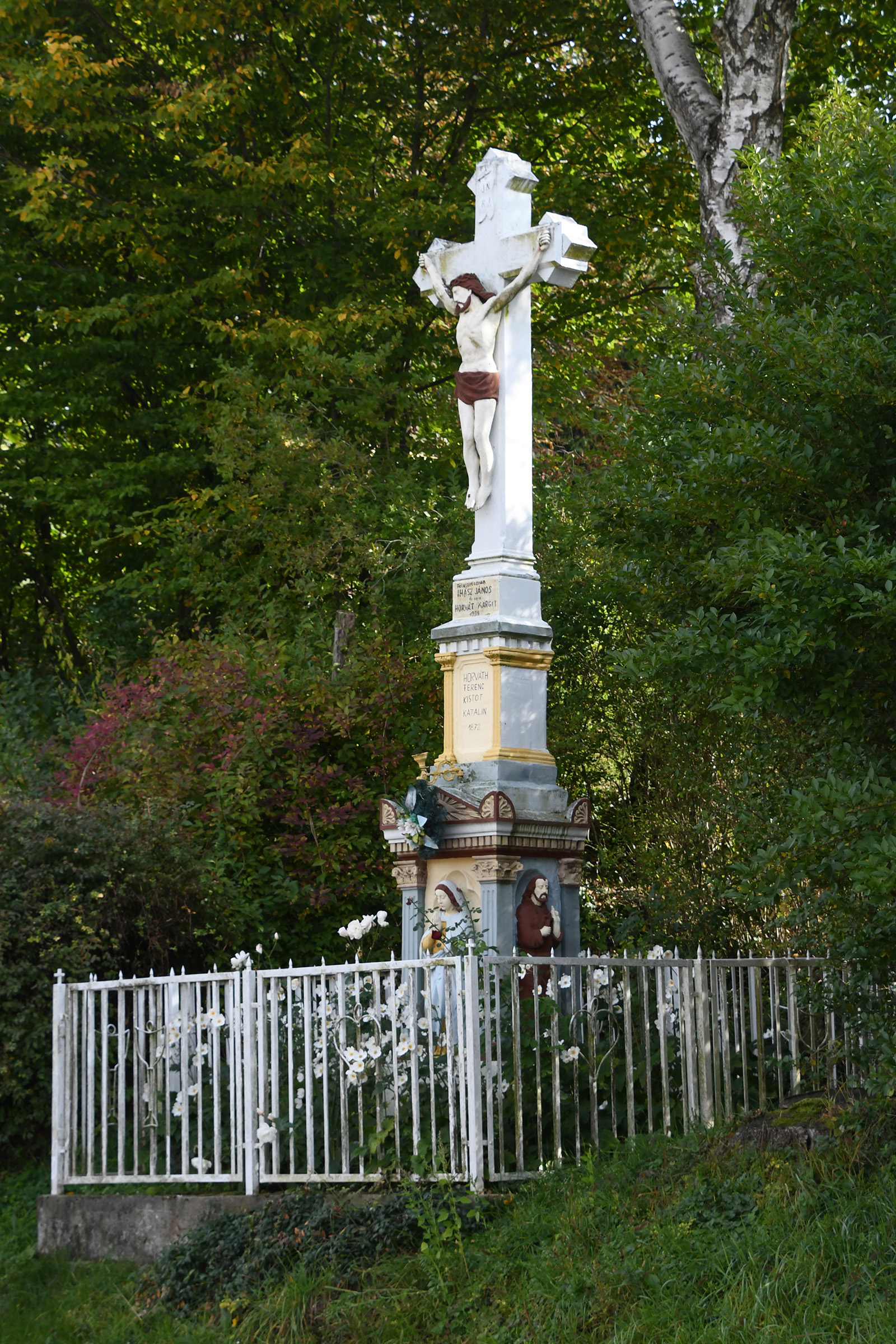
Kruzifix (Horváth-Kistót-kereszt)
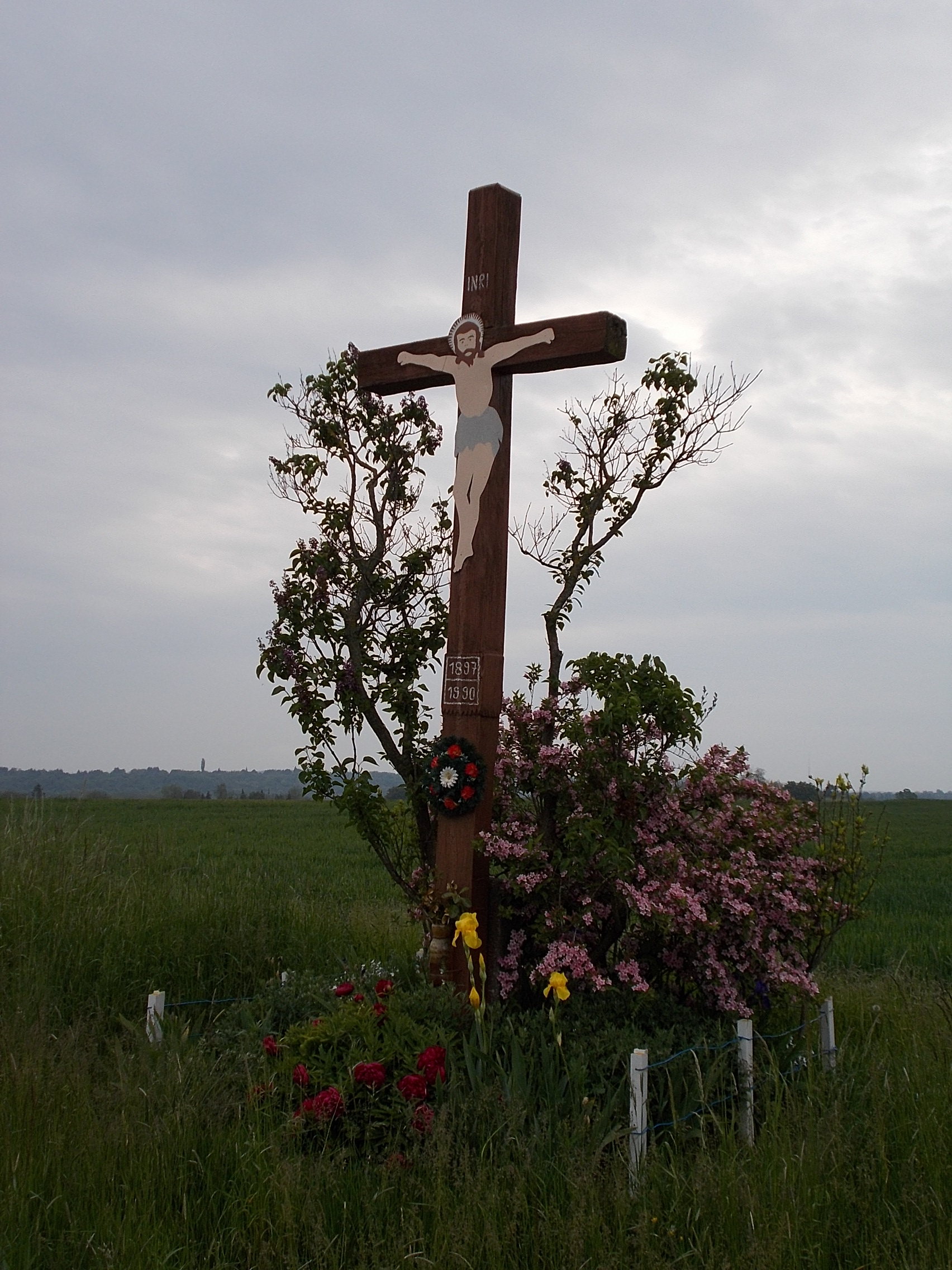
Kruzifix an der Straße

- Skulpturen und Kunstwerke auf dem Gelände der Freien Kunstschule in Kendlimajor
- Weltkriegsdenkmal

- Römisch-katholische Kapelle Szűz Mária Világ királynője
- Kruzifix (Horváth-Kistót-kereszt)
- Kruzifix an der Straße

## Verkehr
Durch Kisrécse verläuft die Landstraße Nr. 7511, von der die Nebenstraße Nr. 75128 in nördliche Richtung nach Nagybakónak abzweigt. Es bestehen Busverbindungen nach Nagybakónak, über Zalasárszeg und Csapi nach Zalaújlak sowie über Nagyrécse nach Nagykanizsa, wo sich der nächstgelegene Bahnhof befindet.